# Международен ден за борба с корупцията
| 9 – 10          | 6 – 6.9 | 3 – 3.9 |
| 8 – 8.9         | 5 – 5.9 | 2 – 2.9 |
| 7 – 7.9         | 4 – 4.9 | 1 – 1.9 |
| няма информация |         |         |

Международният ден за борба с корупцията ({англ. International Anti-Corruption Day, исп. el Día Internacional contra la Corrupción, кит. 国际反腐败日, фр.la Journée internationale de lutte contre la corruption}) се отбелязва всяка година на 9 декември от 2004 г. до днес. Провъзгласен от Общото събрание на ООН с (резолюция № A/RES/58/4 от 21 ноември 2003 г.). В този ден през 2003 г. в Мексико е открита подписка за Конвенция на ООН срещу корупцията.
Цел на този международен ден, както се споменава в резолюцията на Генералната Асамблея, е задълбочаване на разбирането за проблемите на корупцията и ролята на Конвенцията за борбата с корупцията. В резолюцията няма обичайните при такива случаи призиви за масово отбелязване на този ден и провеждането на специални мероприятия.
В резолюция на Генералната асамблея се изразява молба към Генералния секретар на ООН да се възложи на Управлението на ООН за наркотиците и престъпността (UNODC) да изпълнява функциите на секретариат на Конференцията на държавите участнички в Конвенцията.
В следващите години в Международния ден за борба с корупцията директорът на UNODC излиза с обръщение. Обикновено с подобно послание по повод други международни дни на ООН излиза с обръщение Генералният секретар на ООН.
Тази година в изявлението си изпълнителният директор на Управлението на ООН за наркотиците и престъпността и заместник генерален секретар на ООН Юрий Федотов съобщи, че сяка година в световен мащаб за подкупи се харчат 1 трилион американски долара.
В България този ден не е особено популярен, тъй като официално не се споменава в медиите и борбата с корупцията не е в приоритета на сегашната управляваща олигархия, която се обособи след изключително корумпирана приватизация на държавния сектор. По данни на организацията Прозрачност без граници през тази година страната ни се върна на нивото на корупция от 1998 г. от времето на управлението на Иван Костов и заемайки 86-о място стана най-корумпираната страна в Европейския съюз. Икономическите трудности в страната идват най-вече от „неспособността на държавните власти да се справят с корупцията и укриването на доходи, които са основните причини за кризата“.

## Международни мероприятия
- От 2003 г. Прозрачност без граници ежегодно публикува докладът „Барометър на световната корупция“. От 2004 г. този доклад се публикува в Международния ден за борба с коррупцията.

## Ежегодни дивизи на Международния ден за борба с корупцията
- 2009 год – „Да не допуснем корупцията да спъва развитието“
- 2011 год – „Срещу корупцията днес“